# Owen Davidson
| Jahr                                                 | Tennisspieler(in)                             | Wettbewerb     |
| ---------------------------------------------------- | --------------------------------------------- | -------------- |
| 1938                                                 | Don Budge                                     | Herreneinzel   |
| 1951                                                 | Ken McGregor Frank Sedgman                    | Herrendoppel   |
| 1953                                                 | Maureen Connolly                              | Dameneinzel    |
| 1960                                                 | Maria Bueno mit verschiedenen Partnerinnen    | Damendoppel    |
| 1962                                                 | Rod Laver                                     | Herreneinzel   |
| 1963                                                 | Margaret Smith Ken Fletcher                   | Mixed          |
| 1965                                                 | Margaret Smith mit verschiedenen Partnern     | Mixed          |
| 1967                                                 | Owen Davidson mit verschiedenen Partnerinnen  | Mixed          |
| 1969                                                 | Rod Laver                                     | Herreneinzel   |
| 1970                                                 | Margaret Court                                | Dameneinzel    |
| 1983                                                 | Stefan Edberg                                 | Junioreneinzel |
| 1984                                                 | Martina Navratilova Pam Shriver               | Damendoppel    |
| 1988                                                 | Steffi Graf                                   | Dameneinzel    |
| 1998                                                 | Martina Hingis mit verschiedenen Partnerinnen | Damendoppel    |
|  mit verschiedenen Partnern  Golden Slam fett Einzel |                                               |                |

Owen Davidson (* 4. Oktober 1943 in Melbourne; † 12. Mai 2023) war ein australischer Tennisspieler und -trainer, der zuletzt in der ATP Senior Tour antrat. Er konnte sich als einer von bisher wenigen Spielern den Grand Slam im Mixed sichern. Seine 29-jährige Karriere begann 1962.

## Leben
In der zweiten Hälfte der 1960er und der ersten Hälfte der 1970er Jahre galt Davidson als einer der weltbesten Doppel- und Mixed-Spieler. Zusammen mit seinen Spielpartnern gelang es ihm, zehn Turniere im Doppel zu gewinnen. Zwei von ihnen waren in den Jahren 1972 und 1973 die Titel bei den wichtigen Grand-Slam-Wettbewerben der Australian Championships (die heutigen Australian Open) und U.S. Championships (die heutigen US Open). Zusätzlich erreichte Davidson vier Grand-Slam-Finalspiele, die allerdings verloren wurden. Insgesamt stehen seinen zehn Doppelsiegen 13 sieglose Finalteilnahmen gegenüber.
Wesentlich erfolgreicher gestaltete sich seine Karriere im Mixed. Insgesamt erlangte er bei zwölf Grand-Slam-Finalteilnahmen innerhalb von neun Jahren elf Titel. 1967 – Davidson war als einer der wenigen Spieler neben Lew Hoad und Luis Ayala unabhängig, während die meisten anderen vertragliche Bindungen hatten – schaffte er das seltene Kunststück eines Grand Slam, indem er in jenem Jahr alle vier entsprechen Turniere gewann. Dies gelang ihm allerdings nicht durchgehend mit der gleichen Partnerin. Bei den Australian Championships zu Jahresbeginn spielte er noch an der Seite von Lesley Turner, während ihn bei den restlichen drei Grand-Slam-Turnieren des Jahres sowie auch den fünf siegreichen Auftritten bei Grand-Slam-Turnieren in den folgenden Jahren stets Billie Jean King begleitete.
Auch in der Einzelkonkurrenz war Davidson aktiv. Hier weist er zwar eine negative Karrierebilanz auf, doch in der Pre-Open-Ära, also den Jahren bis einschließlich 1967, gelang es ihm innerhalb von sechs Jahren acht Viertel- und ein Halbfinale bei Grand-Slam-Turnieren zu erreichen. In Letzteres zog er bei den Wimbledon Championships 1966 ein.
Davidson war bei den Wimbledon Championships mehrere Male offizieller Sprecher der Athleten. Von 1971 bis 1980 leitete er als Direktor die John Newcombe Tennis Ranch im texanischen New Braunfels. Bemerkenswert bei Davidson ist die Tatsache, dass er bereits während seiner aktiven Spielerlaufbahn als Trainer arbeitete. So betreute er von 1967 bis 1970 das britische Team im Davis Cup. Ab 1974 spielte Davidson in der US-amerikanischen Liga World TeamTennis. Dort trat er 1974 zusammen mit Bob Hewitt für die Minnesota Buckskins an. Anschließend wechselte er zu den Hawaii Leis und hatte dort 1975 John Newcombe und 1976 Ken Rosewall sowie Ilie Năstase als Spielpartner. Er avancierte schnell zum Publikumsliebling in dieser Liga. Insbesondere die Partien mit seinem guten Freund Newcombe erfreuten sich großer Popularität und die Zuschauer bejubelten den großen Kameradschaftsgeist der beiden Landsleute und amüsierten sich über ihre jeweils abgepasst übereinstimmenden Schnurrbärte. 1982 wurde Davidson in der World TeamTennis Trainer der Houston Astro-Knots und kehrte vier Jahre darauf als Spieler und Trainer der Boston Bays kurzzeitig zurück.
Seinen endgültigen Rücktritt vom aktiven Profisport erklärte er 1991. Im Juli 2009 verpflichtete ihn der Giammalva Racquet Club in der texanischen Kleinstadt Spring in der Nähe von Houston als einen seiner Übungsleiter. Wenige Monate später, im September, erfolgte die Nominierung Davidsons für die Aufnahme in die International Tennis Hall of Fame. Zuteil wurde ihm diese Ehre im folgenden Jahr.

## Erfolge

### Einzel

#### Finalteilnahmen
| Nr. | Datum         | Turnier | Belag | Finalgegner   | Ergebnis      |
| --- | ------------- | ------- | ----- | ------------- | ------------- |
| 1.  | 13. Juli 1970 | Hoylake | Rasen | John Newcombe | 6:4, 7:9, 4:6 |

### Doppel

#### Turniersiege
| Nr. | Datum              | Turnier             | Belag     | Partner        | Finalgegner                     | Ergebnis                |
| --- | ------------------ | ------------------- | --------- | -------------- | ------------------------------- | ----------------------- |
| 1.  | 14. April 1969     | Monte Carlo Masters | Sand      | John Newcombe  | Pancho Gonzales Dennis Ralston  | 7:5, 11:13, 6:2, 6:1    |
| 2.  | 16. Juni 1969      | ATP Queen’s Club    | Rasen     | Dennis Ralston | Thomaz Koch Ove Bengtson        | 8:6, 6:3                |
| 3.  | 27. Juli 1970      | Dutch Open          | Hartplatz | Bill Bowrey    | John Alexander Phil Dent        | 6:3, 6:4, 6:2           |
| 4.  | 17. Mai 1971       | Bournemouth         | Sand      | Bill Bowrey    | Patricio Cornejo Jaime Fillol   | 8:6, 6:2, 3:6, 4:6, 6:3 |
| 5.  | 27. Dezember 1971  | Australian Open     | Hartplatz | Ken Rosewall   | Ross Case Geoff Masters         | 3:6, 7:6, 6:2           |
| 6.  | 23. August 1973    | US Open             | Rasen     | John Newcombe  | Rod Laver Ken Rosewall          | 7:5, 2:6, 7:5, 7:5      |
| 7.  | 24. September 1973 | Chicago             | Teppich   | John Newcombe  | Gerald Battrick Graham Stilwell | 6:7, 7:6, 7:6           |
| 8.  | 12. November 1973  | London              | Teppich   | Mark Cox       | Gerald Battrick Graham Stilwell | 6:4, 8:6                |
| 9.  | 4. Februar 1974    | St. Petersburg WCT  | Hartplatz | John Newcombe  | Clark Graebner Charlie Pasarell | 4:6, 6:3, 6:4           |
| 10. | 8. April 1974      | Orlando WCT         | Hartplatz | John Newcombe  | Brian Gottfried Dick Stockton   | 7:6, 6:3                |

#### Finalteilnahmen
| Nr. | Datum              | Turnier            | Belag         | Partner        | Finalgegner                   | Ergebnis                 |
| --- | ------------------ | ------------------ | ------------- | -------------- | ----------------------------- | ------------------------ |
| 1.  | 27. April 1970     | Rom Masters        | Sand          | Bill Bowrey    | Ilie Năstase Ion Țiriac       | 6:0, 8:10, 3:6, 8:6, 1:6 |
| 2.  | 29. November 1970  | Stockholm          | Hartplatz (i) | Bob Carmichael | Arthur Ashe Bob Lutz          | 0:6, 7:5, 5:7            |
| 3.  | 30. August 1972    | US Open            | Rasen         | John Newcombe  | Cliff Drysdale Roger Taylor   | 4:6, 6:7, 4:6            |
| 4.  | 20. August 1973    | Toronto            | Sand          | John Newcombe  | Rod Laver Ken Rosewall        | 5:7, 6:7                 |
| 5.  | 1. Oktober 1973    | Fort Worth         | Hartplatz     | John Newcombe  | Brian Gottfried Dick Stockton | 6:7, 4:6                 |
| 6.  | 28. Januar 1974    | Baltimore          | Teppich (i)   | Clark Graebner | Jürgen Faßbender Karl Meiler  | 6:7, 5:7                 |
| 7.  | 1. April 1974      | New Orleans        | Teppich       | John Newcombe  | Bob Lutz Stan Smith           | 6:4, 4:6, 6:7            |
| 8.  | 15. April 1974     | Charlotte          | Sand          | John Newcombe  | Buster Mottram Raúl Ramírez   | 3:6, 6:1, 3:6            |
| 9.  | 29. April 1974     | WCT Doubles Finals | Teppich (i)   | John Newcombe  | Bob Hewitt Frew McMillan      | 2:6, 7:66, 1:6, 2:6      |
| 10. | 30. September 1974 | Maui               | Hartplatz     | John Newcombe  | Dick Stockton Roscoe Tanner   | 3:6, 6:7                 |

### Mixed

#### Turniersiege
| Nr. | Datum             | Turnier                  | Belag     | Partnerin        | Finalgegner                    | Ergebnis                                        |
| --- | ----------------- | ------------------------ | --------- | ---------------- | ------------------------------ | ----------------------------------------------- |
| 1.  | 22. Mai 1965      | Australian Championships | Hartplatz | Robyn Ebbern     | Margaret Court John Newcombe   | Finale wurde nicht ausgespielt. Geteilter Sieg. |
| 2.  | 1. September 1966 | U.S. Championships       | Hartplatz | Donna Floyd      | Carol Hanks Aucamp Ed Rubinoff | 6:1, 6:3                                        |
| 3.  | 20. Januar 1967   | Australian Championships | Hartplatz | Lesley Turner    | Judy Tegart Tony Roche         | 9:7, 6:4                                        |
| 4.  | 22. Mai 1967      | French Open              | Sand      | Billie Jean King | Ann Haydon-Jones Ion Țiriac    | 6:3, 6:1                                        |
| 5.  | 26. Juni 1967     | Wimbledon Championships  | Rasen     | Billie Jean King | Maria Bueno Ken Fletcher       | 7:5, 6:2                                        |
| 6.  | 31. August 1967   | U.S. Championships       | Hartplatz | Billie Jean King | Rosemary Casals Stan Smith     | 6:3, 6:2                                        |
| 7.  | 21. Juni 1971     | Wimbledon Championships  | Rasen     | Billie Jean King | Margaret Court Marty Riessen   | 3:6, 6:2, 15:13                                 |
| 8.  | 1. September 1971 | US Open                  | Hartplatz | Billie Jean King | Bob Maud Betty Stöve           | 6:3, 7:5                                        |
| 9.  | 25. Juni 1973     | Wimbledon Championships  | Rasen     | Billie Jean King | Janet Newberry Raúl Ramírez    | 6:3, 6:2                                        |
| 10. | 27. August 1973   | US Open                  | Hartplatz | Billie Jean King | Margaret Court Marty Riessen   | 6:3, 3:6, 7:6                                   |
| 11. | 24. Juni 1974     | Wimbledon Championships  | Rasen     | Billie Jean King | Lesley Charles Mark Farrell    | 6:3, 9:7                                        |

##### Finalteilnahmen
| Nr. | Datum        | Turnier     | Belag | Doppelpartnerin  | Finalgegner                        | Ergebnis |
| --- | ------------ | ----------- | ----- | ---------------- | ---------------------------------- | -------- |
| 1.  | 27. Mai 1968 | French Open | Sand  | Billie Jean King | Françoise Dürr Jean-Claude Barclay | 1:6, 4:6 |

## Bilanzen
| Turnier         | 1962 | 1963 | 1964 | 1965 | 1966 | 1967 | 1968 | 1969 | 1970 | 1971 | 1972 | 1973 | 1974 | gesamt |
| --------------- | ---- | ---- | ---- | ---- | ---- | ---- | ---- | ---- | ---- | ---- | ---- | ---- | ---- | ------ |
| Australian Open | VF   | VF   | VF   | VF   | 3R   | VF   | –    | –    | –    | 2R   | 2R   | –    | –    | 0      |
| French Open     | 2R   | AF   | 2R   | 1R   | –    | VF   | –    | –    | –    | –    | –    | –    | –    | 0      |
| Wimbledon       | 3R   | 3R   | –    | 1R   | HF   | 2R   | 1R   | –    | 3R   | 3R   | –    | AF   | 1R   | 0      |
| US Open         | –    | 3R   | 2R   | –    | VF   | VF   | –    | 2R   | 1R   | 2R   | 2R   | 2R   | 2R   | 0      |

| Turnier         | 1962 | 1963 | 1964 | 1965 | 1966 | 1967 | 1968 | 1969 | 1970 | 1971 | 1972 | 1973 | 1974 | gesamt |
| --------------- | ---- | ---- | ---- | ---- | ---- | ---- | ---- | ---- | ---- | ---- | ---- | ---- | ---- | ------ |
| Australian Open |      |      |      |      |      | F    |      |      |      |      | S    |      |      | 1      |
| French Open     |      |      |      |      |      |      |      |      |      |      |      |      |      | 0      |
| Wimbledon       |      |      |      |      | F    |      |      |      |      |      |      |      |      | 0      |
| US Open         |      |      |      |      |      | F    |      |      |      |      | F    | S    |      | 1      |

| Turnier         | 1962 | 1963 | 1964 | 1965 | 1966 | 1967 | 1968 | 1969 | 1970 | 1971 | 1972 | 1973 | 1974 | gesamt |
| --------------- | ---- | ---- | ---- | ---- | ---- | ---- | ---- | ---- | ---- | ---- | ---- | ---- | ---- | ------ |
| Australian Open |      |      |      | S    |      | S    |      |      |      |      |      |      |      | 2      |
| French Open     |      |      |      |      |      | S    | F    |      |      |      |      |      |      | 1      |
| Wimbledon       |      |      |      |      |      | S    |      |      |      | S    |      | S    | S    | 4      |
| US Open         |      |      |      |      | S    | S    |      |      |      | S    |      | S    |      | 4      |